# 德里 (愛荷華州)
德里（英語：Delhi）是一個位於美國愛荷華州特拉華縣的城市。

## 地理
德里的座標為42°25′41″N 91°19′48″W / 42.42806°N 91.33000°W，而該地的平均海拔高度為314米（即1030英尺）。

## 人口
根據2010年美國人口普查的數據，德里的面積為2.64平方千米，當中陸地面積為2.51平方千米，而水域面積為0.13平方千米。當地共有人口460人，而人口密度為每平方千米174人。